# امپدانس فضای تهی
امپدانس فضای تهی یا امپدانس فضای آزاد (به انگلیسی: impedance of free space)، Z0، یک ثابت فیزیکی است که مربوط به اندازه‌های میدان‌های الکتریکی و مغناطیسی از تابش الکترومغناطیسی که از طریق فضای تهی عبور می‌کنند؛ یعنی
{\displaystyle Z_{0}={\frac {|\mathbf {E} |}{|\mathbf {H} |}},}
که در آن |E| شدت میدان الکتریکی و |H| شدت میدان مغناطیسی است. مقدار فعلی پذیرفته شده آن است:
Z0 = 376٫730313668(57) Ω

## اصطلاح‌شناسی
مقدار مشابه برای یک موج تخت که از طریق یک محیط دی‌الکتریک عبور می‌کند ، امپدانس ذاتی محیط نامیده می‌شود و با η (اِتا) معیین می‌شود. از این رو Z0 گاهی به عنوان امپدانس ذاتی فضای تهی شناخته می‌شود، و نماد η0 داده می‌شود. این مترادف‌های متعدد دیگری دارد، از جمله:
- امپدانس موج فضای تهی،[۳]
- امپدانس خلأ،[۴]
- امپدانس ذاتی خلأ،[۵]
- امپدانس مشخصه خلأ،[۶]
- مقاومت موج فضای آزاد.[۷]

## ارتباط با ثابت‌های دیگر
از تعریف بالا و راه حل موج تخت برای معادلات ماکسول، ا
{\displaystyle Z_{0}={\frac {E}{H}}=\mu _{0}c={\sqrt {\frac {\mu _{0}}{\varepsilon _{0}}}}={\frac {1}{\varepsilon _{0}c}}}
که
μ0 ≈ ۱۲٫۵۶۶×۱۰−۷ (هانری/متر) ثابت مغناطیسی است که به عنوان تراوایی فضای تهی، نیز شناخته می‌شود
ε0 ≈ ۸٫۸۵۴×۱۰−۱۲ (فاراد/متر) ثابت الکتریکی است، همچنین به عنوان تراوایی فضای تهی، شناخته می‌شود
c سرعت نور در فضای تهی است.

## مقدار دقیق تاریخی
بین سال‌های ۱۹۴۸ و ۲۰۱۹، واحد SI آمپر با انتخاب مقدار عددی μ0 دقیقاً 4{\displaystyle \pi } × ۱۰−۷ H/m. به همین ترتیب، از سال ۱۹۸۳ با انتخاب مقدار {\displaystyle c_{0}} برابر ۲۹۹۷۹۲۴۵۸ متر بر ثانیه، در سنجه SI نسبت به دومی تعریف شده است. در نتیجهٔ تعریف مجدد ۲۰۱۹،
{\displaystyle Z_{0}=\mu _{0}c=\pi \times 119.916\,9832~\Omega } دقیقاً،
یا
{\displaystyle Z_{0}=376.730\,313\,461\,77\ldots ~\Omega .}
این زنجیره وابستگی‌ها با تعریف مجدد آمپر در ۲۰ مه ۲۰۱۹ تغییر کرد.

## تقریبπ{\displaystyle \pi }۱۲۰ اهم
در کتاب‌های درسی و مقالاتی که قبل از سال ۱۹۹۰ نوشته شده‌اند، جایگزین کردن مقدار تقریبی {\displaystyle \pi }۱۲۰ اهم به جای Z0 بسیار رایج است. این معادل در نظر گرفتن سرعت نور الگو:''math دقیقاً ۳×۱۰۸ m/s در رابطه با تعریف فعلی μ0}} به عنوان 4{\displaystyle \pi } × ۱۰−۷ H/m است. به عنوان مثال، چِنگ ۱۹۸۹ بیان می‌کند که مقاومت تابشی دوقطبی هرتزی است
{\displaystyle R_{r}\approx 80\pi ^{2}\left({\frac {l}{\lambda }}\right)^{2}}  (نتیجه برحسب اهم؛ دقیق نیست).
این عمل ممکن است از مغایرت حاصل در یکاهای فرمول داده شده تشخیص داده شود. در نظر گرفتن یکاها، یا به‌طور رسمی‌تر تحلیل ابعادی، ممکن است برای بازگرداندن فرمول به شکل دقیق تر استفاده شود، در این مورد به
{\displaystyle R_{r}={\frac {2\pi }{3}}Z_{0}\left({\frac {l}{\lambda }}\right)^{2}.}